# 히로시 H. 미야무라
히로시 H. 미야무라(영어: Hiroshi "Hershy" Miyamura, 일본어: 宮村 浩, 1925년 10월 6일 ~ 2022년 11월 29일)는 미국 뉴멕시코주 겔럽에서 태어난  일본계 미국인이다.

## 한국 전쟁
그는 한국 전쟁에 참전하여 경기도 연천군의 대전리 전투에서 1951년 4월 24일 ~ 4월 25일 사이에 큰 공로를 세웠다. 그는 전쟁 중 전쟁 포로로 잡혀가게 되었으나 2년 4개월뒤, 포로 교환으로 풀려날 수 있었으며,  드와이트 D. 아이젠하워로부터 무공훈장을 받았다. 그의 중간 이름 H는 허쉬(Hershy)로서 허쉬 미야무라로도 불린다.

## 기타
넷플릭스 오리지널 다큐멘터리 명예훈장 4화에 소개되었다.
김영옥 육군 대령, 장진호 전투의 중국계 미국인 커트 리 (중국명은 리추웬) 해병대 중위와 더불어 동아시아계 미국인 출신 3대 전쟁영웅으로 대우받고 있다.

## 사진첩

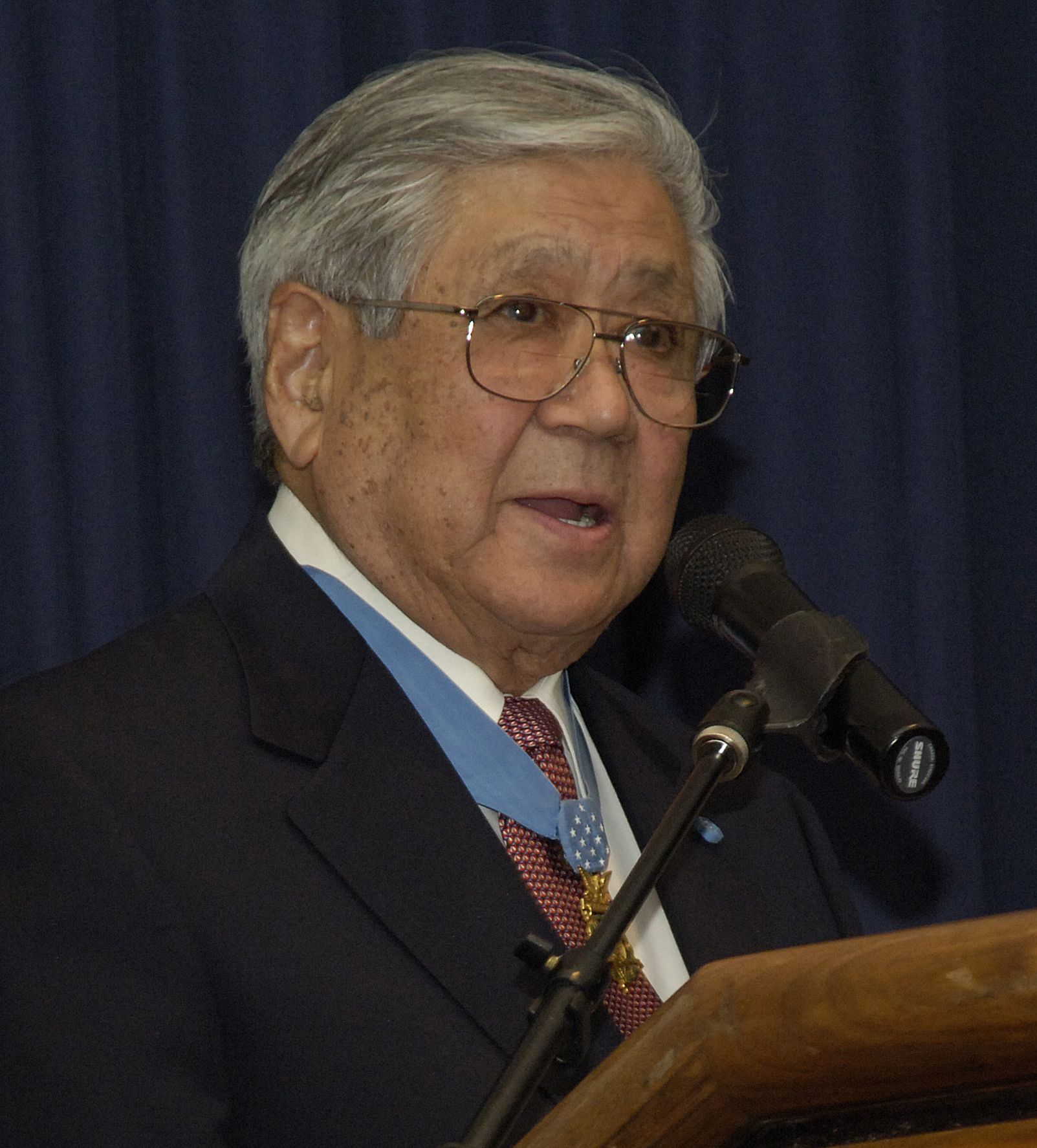
뉴맥시코 주의 할로먼 공군 기지에서 연설하는 미야무라 (2008년 5월 22일)
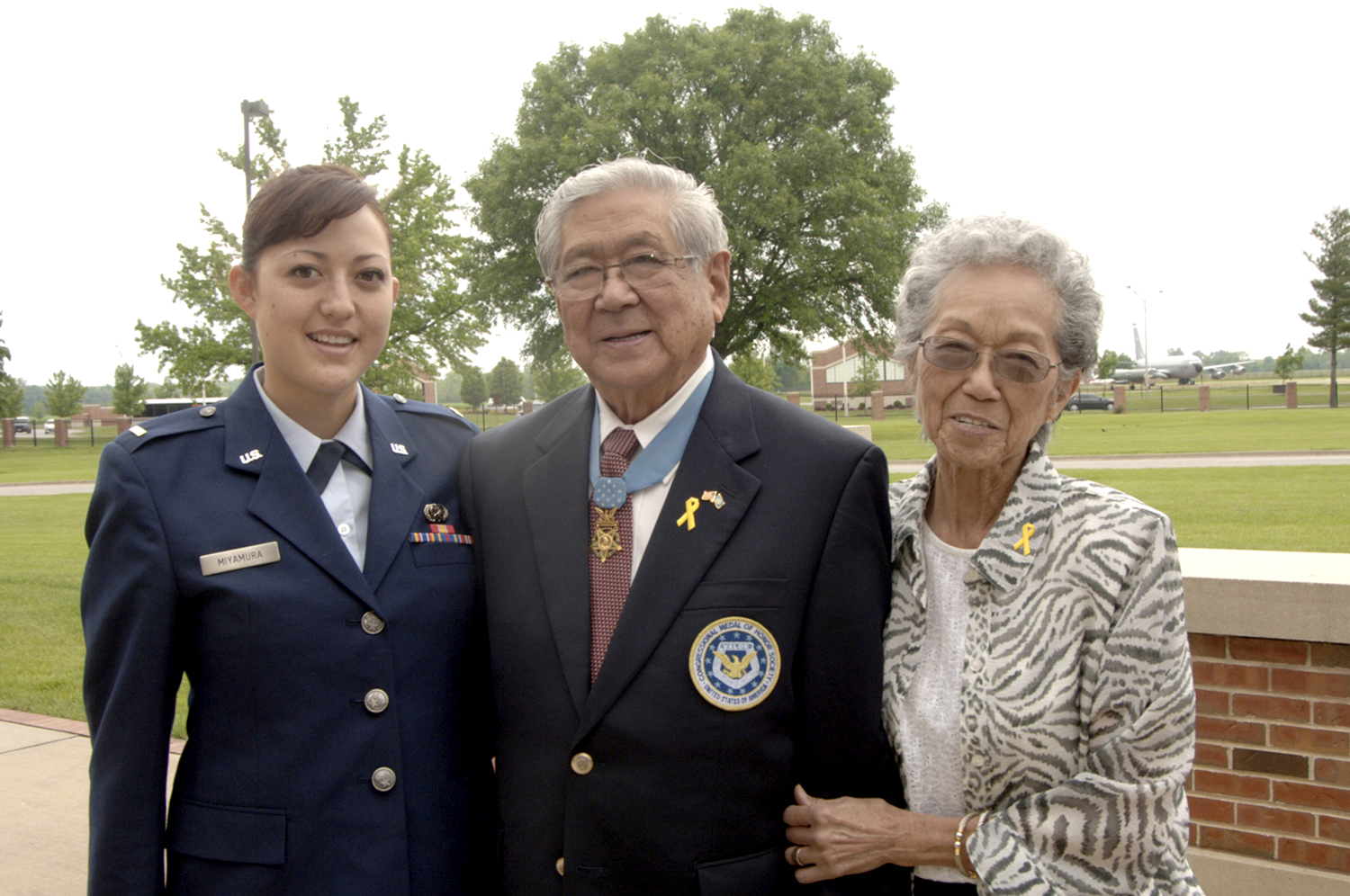
미야무라와 그의 가족 (2010년 촬영)
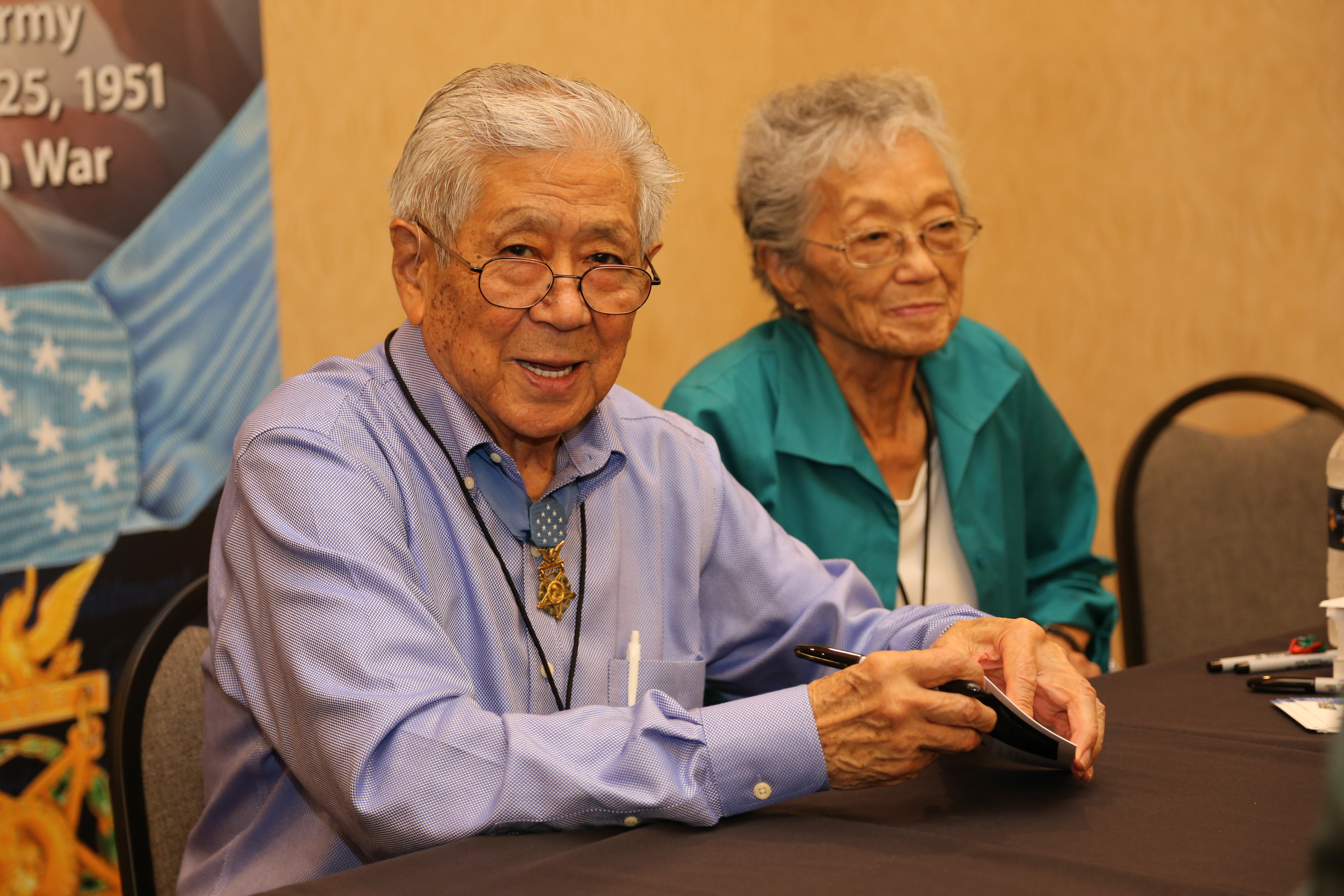
미야무라와 그의 아내 (2014년 촬영)

## 같이 보기
- 율동 전투
- 한국 전쟁 명예훈장 수훈자 목록
- 명예훈장 (다큐멘터리)